# Romanowka (Buriacja)
Romanowka (ros. Романовка) – wieś w Rosji, w Buriacji, w rejonie bauntowskim. W 2010 liczyła 1283 mieszkańców.